# 藍より青し
『藍より青し』（あいよりあおし）は、文月晃による日本の漫画作品。これを原作として、テレビアニメ、小説、ゲームなども制作された。

## 概要
タイトルは『荀子』勧学篇の言葉「青は藍より出でて藍より青し」（青出於藍而勝於藍）から由来（荀子本来の意味とは異なる）。「これは時とともにさらなる愛を育んでいた、まるで藍染めの着物が、時を経ねてより青く染まるかのように……。」
白泉社の漫画雑誌『ヤングアニマル』にて1998年23号から2005年17号まで連載。単行本は全17巻。その他にドラマCDやノベライズ、キャラクターグッズなども発売されている。単行本の累計発行部数は400万部を突破している。
テレビアニメは、2002年4月から第1期が、2003年10月から第2期『藍より青し〜縁〜』（あいよりあおし えにし）が放送された。また、PS2やPCでゲームも発売されている。
作品の舞台地域は埼玉県新座市・志木市・朝霞市周辺。東武東上線の10030系と思しき電車や池袋駅・朝霞台駅・志木駅周辺と酷似した風景もある。桜庭館のモデルは旧松本邸である。

## あらすじ
明立大学に通う平凡な大学生、花菱薫。実は、花菱財閥総裁花菱優二を父に持ち、花菱財閥次期当主となる人間として生まれてきたのだが、母本条久美と父との間には正式な婚姻関係はなく、非嫡出子だったために自身も母も、周囲からは様々な誹謗中傷を受けて育った。だが薫が5歳のときに父が急死、そこから状況は一変する。跡取り欲しさに花菱家に半ば強引に引き取られたのだが、それからというもの、祖父の花菱源一郎（優二の父）から次期花菱家当主となるべく虐待同然の「帝王教育」を施されるようになっていた。また、母久美が中学生の時に他界。大事に持っていた母の写真など形見を目の前で祖父に燃やされ、絶対に手放そうとしなかった臍の尾まで渡せと言われた上に、これに怒って抵抗した薫の形相に激怒した祖父に杖で背中を激しく叩かれてしまう。薫はそんな花菱を嫌い、母の死をきっかけに花菱との縁を切り、花菱家を出て行ったのだった。
しかし、薫には幼少の頃より薫を心から想ってくれている女性がいた。その名は桜庭葵。桜庭呉服店（現：さくらデパート）の跡取り娘であり、花菱次期当主となる人間と婚約関係を結んでいた女性である。桜庭家と花菱家は様々な交流があり、葵は幼い頃から薫を慕っていたが、薫は葵の気持ちに気づいていなかった。ところが、薫が花菱家を出たことで葵と薫の婚約は破棄され、桜庭家では他の縁談が進められていたが、葵は薫への思いを断ち切れず、彼を追って桜庭家を出て行ってしまったのだ。
互いに跡取りの使命を捨てて巡り会った2人だが、一緒に暮らすにはあまりにも困難な状況だった。だが、桜庭呉服店の使用人で葵の後見人神楽崎雅という唯一の理解者を得て、葵と雅は洋館に、薫は洋館の離れ（使用人の住む寮）に住むことになった。やがて、薫が所属する写真部の仲間もこの離れに集まり始め、洋館の離れは彼らのアパートと化してしまった。そのため、雅は洋館の管理人、葵はアパートの大家として振る舞うことになり、薫と葵の関係もスキャンダル防止のため、周囲に伏せたまま日々を過ごすことになる。

## 登場人物
声優の記載はアニメ・ゲーム版 / ドラマCD版の順。

### 主要人物
花菱薫（はなびし かおる）声 - 保志総一朗 /幼少：日高奈留美
本作の主人公。明立大学の法学部二年生(物語当初)で、写真部所属だが、写真自体に興味はなく、付き合いで無理矢理入部させられた。花菱財閥の次期当主として育てられたが、非嫡出子だったこともあり、その虐待同然の厳しく辛い環境に嫌気が差し、家を出て一人暮らしをしていた。そんな折に葵と出会い、彼女達と共に桜庭館に住む。頼まれたら断れない、真面目で優しい反面、芯は強い。誰に対しても優しい性格であることから水無月妙子と美幸繭とティナ・フォスターの3人から好かれるようになる。最終的には異母弟に家督を託し出奔、母方の姓（本条）を名乗り葵と結婚。大学→大学院→弁護士となる。
桜庭葵（さくらば あおい）声 - 川澄綾子
本作のヒロイン、誕生日は7月7日。薫の許婚で、彼を心底愛している。桜庭呉服店（現：さくらデパート）の跡取り娘。幼少時に薫に出会い、彼に相応しい妻になるべく雅の指導の下、花嫁修業を頑張ってきた為、お嬢様育ちにして家事万能。得意料理は和食。純粋で淑やかな大和撫子。世間知らずだが、芯は強い。普段は和服（藍色の着物・帯・足袋・草履）姿だが、時には洋服姿や水着姿にもなる。スキャンダル発覚対策として、周囲には桜庭館大家と名乗っている。ティナや繭の薫への想い、自身の父の反対、薫の異母弟との婚儀といった、様々な苦難を乗り越え、薫と結婚する。後に再会したティナから、閉鎖された桜庭館で最後に撮った集合写真を受け取る。
ティナ・フォスター声 - 雪乃五月
薫の大学の後輩で、写真部所属。写真に全く興味のなかった薫を（強引に）写真部に引きずり込んだ張本人。アメリカ人だが、博多育ちの為に博多弁口調、英語はいくらか忘れかけている。積極的で快活な性格だが、怖がりかつ寂しがり屋。薫のことが好き。他の女性陣の胸を触りまくる癖がある。繭とはよく薫のことで口喧嘩をしている。アメリカへ帰国後はフリーのカメラマンとなり、世界中を駆け回っている。エピローグでは繭、雅、妙子、「ちかりんず」の3人、葵と薫を訪ね、全員と再会を果たし、閉鎖された桜庭館で最後に撮った集合写真を全員に渡していた。
神楽崎雅（かぐらざき みやび）声 - 平松晶子 / 折笠愛
葵の後見人にして、彼女の理解者。桜庭家に仕えていた両親を早くに亡くし、桜庭家に引き取られた。桜庭家に恩返しするため、自分が受けた恩を葵に尽くそうとする。桜庭館の管理人→桜庭家養子かつデパートの支店長。先述の経緯のためか精神的に未熟な部分が目立ち、感情的になりやすく何かにつけて薫に突っかかることもしばしばある。葵に対しても厳しく接しているが、時折「やりすぎ」と猛省することもある。当初は葵が花菱家から飛び出した薫を慕うのに反対し、（自分のことを棚上げにして）薫を「力のない凡庸な人間」と評し、邪魔者としか見なさなかった（特に物語序盤では管理人の権限を利用して薫に横暴に振る舞うなど、悪役的な場面が目立った）。一見クールだが、内面は優しい。スイカ割りが異常に好き。初登場時に薫が葵にいかがわしいことをしたと思ったときに投げ飛ばしたことから体術もできる模様。愛車はBMW・Z3。妙子と共にティナと4年ぶりに再会し、閉鎖された桜庭館で最後に撮った集合写真を手にとって懐かしそうに見つめていた。
水無月妙子（みなづき たえこ）声 - 水橋かおり / 堀江由衣
薫の後輩にして、写真部所属。幼い頃、父を亡くし母子家庭で育つ。桜庭館にハウスキーパーとして住み込んで暮らしている。不器用でドジだが、前向きで何事にも一生懸命に取り組む頑張り屋。薫のことが気になっているが、実は奥手で進展がない。巨乳でメガネっ娘、素顔はなかなかの美人。酒好きで、いくら飲んでも酔わない酒豪。チョコが好物。免許を持っているが、車の運転は荒い。最終的には、雅が支店長を務めるデパートで従業員として働いており、雅と共にティナと4年ぶりに再会し、閉鎖された桜庭館で最後に撮った集合写真を見ていた。
美幸繭（みゆき まゆ）声 - 成田紗矢香 / 千葉千恵巳
美幸紡績の社長令嬢。父親は美幸紡績の社長であり、母は各国王室ご用達の有名デザイナーである。両親ともに家にいないことが多く、幼少の頃は大変寂しい思いをして育った。幼い頃に美幸紡績創立150周年記念パーティーで薫と知り合って以来、彼に想いを抱く。なお、このとき両親からもらった11歳の誕生日プレゼント・ウサギのぬいぐるみ（ウッサー）で薫は繭の心を開かせた。以来ウッサーは彼女の宝物となり、それがないと眠れない。イギリス留学中は、早く帰国して薫に会いたい一心で猛勉強した末に、中高で計2年飛び級し、16歳で明立大学に帰国子女枠で編入した。普段は非常に高飛車だが、薫の前ではアプローチも積極的。常に自分の想いに正直な性格。5歳から始めたピアノが得意。
最終的にはイギリスに住み、ティナと再会、閉鎖された桜庭館で最後に撮った集合写真を受け取る。本条家にはしょっちゅう顔を出している。
西園寺琉伽（さいおんじ るか）声 - 堀内賢雄 / 森川智之
繭の世話係。両親が仕事で忙しく留守になりがちなため、代わりに彼女の面倒を見ている。
水無月ちか（みなづき ちか）声 - 桃井はるこ
妙子の従妹。初登場時は中学生。祖母の旅館を手伝っていたが、私立ふじみ野女子高進学の際に桜庭館へ引っ越してきた。薫を兄のように慕う。いつも小麦色の肌をしている、明朗快活で活発な性格。体型は発展途上中。親友の夏樹、千鶴と3人で「ちかりんず」と称される。学校では成績優秀で水泳部所属。「てへへ」が口癖。後に、夏樹と千鶴と共に明立大学へ進学し、ティナと4年ぶりに再会を果たし、閉鎖された桜庭館で最後に撮った集合写真を受け取り、桜庭館での日々を最高の思い出と評し、ティナに対し、「ありがとう」と言った。
ウズメ声 - 猪口有佳
ティナが飼い始めたフェレットだが、なぜか雅に懐いている。悪戯の度が過ぎて雅が自室に閉じこもった際、部屋の前で鳴き続けて、最後にはドアを開けさせたことから、アメノウズメノミコトにあやかって命名された。エピローグではティナが面倒を見ているようである。
つるべ声 - 成田紗矢香
薫たちが桜庭館に来るよりも、前から住み着いていた猫。
小宮夏樹（こみや なつき）声 - こやまきみこ
ちかの級友かつ水泳部員。快活で溌剌とした性格。少々男勝り。体型は、ちかとほぼ同じ。エピローグではちかと千鶴と共に明立大学に進学しており、ティナと再会した。
相澤千鶴（あいざわ ちづる）声 - 能登麻美子
ちかの級友かつ水泳部員でありながら、泳ぎは苦手。大人しくおっとりとして優しい。一途な努力家。ちかりんずの中では、最もグラマラスな体型。エピローグではちかと夏樹と共に明立大学に進学しており、ティナと再会した。
鈴木（すずき）声 - 中井和哉
大学で薫と同じ写真部に在籍していた。薫が来ていなかった間、部長になる。いつもサングラスをかけている。無類の鉄道マニア。妙子が入部した時に歓迎コンパを装って酒で酔い潰そうと企んだが、妙子の酒豪ぶりの前に自分が潰れた。
佐藤（さとう）声 - 肥後誠
薫が来ていなかった間、副部長になる。アイドル趣味の強い人間。鈴木と共に妙子を酔い潰そうとするも、やはり鈴木と同時に潰れた。

### 花菱家
花菱源一郎（はなびし げんいちろう）声 - 徳丸完
本作の最大の悪役。 優二の父親。性格は厳格の域を超えた悪辣なまでの要領の良さに加え、自己中心的で自尊心が過剰なまでに強く、非常に傲慢で身勝手かつ暴力的なエゴイスト。老境に入り家督断絶の恐れから些細なことですぐに癇癪を起こす上、後取り欲しさに自らの利益のためならば暴力も躊躇わない手段も駆使し、それを正当化していた。親類に対する愛情も軽薄で、息子を亡くした後、薫（兄の方）を次期当主とすべく、厳しい帝王教育を施すものの、僅かでも逆らえば倍以上の虐待を加え、さらには遺された久美の遺品を残らず奪い取って目の前で燃やしていた。さらには「桜庭葵と婚姻した者を、花菱財閥次期当主とする」という無責任な遺言を作成する。薫および弟双方共に虐待してきたため、2人からの強い憎しみを買った。それが原因で薫に家出され、図々しくもそのショックで精神的に弱って認知症を発症し、薫に完全に決別され、惨めに他界した。
花菱優二（はなびし ゆうじ）
薫と薫（異母弟）の父親。周囲からの反対に遭い、久美とは入籍していなかった。薫が5歳の頃に事故死した。彼の死は、源一郎が暴挙に出るきっかけを作り、薫に苦難の人生を歩ませることとなった。
本条久美（ほんじょう くみ）
　薫の母親であり、彼が幼い頃に亡くなった。彼女の墓は、薫と葵と雅が訪れた舞台の1つである。
薫（異母弟）の母
本名不明。素顔は不明だが、口元に黒子がある。自分の息子を花菱財閥の正式な後継者と認識しており、薫（異母兄）の存在を知った時は悲しみと悔しさを露わにしていた。エピローグ直前の2人の薫が対面した際の会話から、この時点では存命している。
花菱薫（はなびし かおる）<弟>
薫の異母弟。異母兄と同姓同名。原作のみの登場。異母兄同様、非嫡出子として育った為、不遇な人生を過ごしてきた。出奔した異母兄の代わりとして源一郎から花菱家に招かれたことで、千載一遇のチャンスとばかりに進んで花菱財閥の跡取りになろうとする。源一郎の遺言の内容上、終盤では次期当主となるために、異母兄から力ずくで葵を奪い取ろうとする。認知症発症後に甲斐甲斐しく介護していることに関して日々感謝されていたためか、源一郎には肉親としての情を持ち、異母兄に対しては源一郎の認知症の元凶と強く信じて内心怒りを燃やすなど、本質的にはどこか好青年的である。しかし、自分にも虐待を加え続けた源一郎に対しての恨みは残っていたらしく、上記の無責任な内容の遺言を知ったのもあって彼の死を全く悲しんでいなかった（それどころか今までの好青年的な面を捨て、悪しざまに罵っている）。葵を花菱家に幽閉した後、葵の両親との面会にまで漕ぎつけるが、葵の決意と葵を奪還しに現れた異母兄の出現、源一郎の遺言の内容を葵の母に逆手に取られ、敗北。その後、異母兄から花菱家の家督を託された。

## 書誌情報

### 単行本
- 文月晃 『藍より青し』 白泉社〈ジェッツ・コミックス〉、全17巻
  1. 1999年6月5日第1刷発行、ISBN 4-592-13371-4
  2. 1999年12月22日第1刷発行、ISBN 4-592-13372-2
  3. 2000年6月5日第1刷発行、ISBN 4-592-13373-0
  4. 2000年11月5日第1刷発行、ISBN 4-592-13374-9
  5. 2001年4月5日第1刷発行、ISBN 4-592-13375-7
  6. 2001年8月5日第1刷発行、ISBN 4-592-13376-5
  7. 2001年12月5日第1刷発行、ISBN 4-592-13377-3
  8. 2002年4月5日第1刷発行、ISBN 4-592-13378-1
  9. 2002年8月5日第1刷発行、ISBN 4-592-13379-X
  10. 2002年12月5日第1刷発行、ISBN 4-592-13440-0
  11. 2003年6月5日第1刷発行、ISBN 4-592-13441-9
    - 「CD付初回限定版」同月第1刷発行、ISBN 4-592-13291-2

  12. 2003年12月5日第1刷発行、ISBN 4-592-13442-7
  13. 2004年4月5日第1刷発行、ISBN 4-592-13443-5
  14. 2004年10月5日第1刷発行、ISBN 4-592-13444-3
    - 「フィギュア付限定版」同月第1刷発行、ISBN 4-592-10501-X

  15. 2005年3月5日第1刷発行、ISBN 4-592-13445-1
  16. 2005年9月発行、ISBN 4-592-13446-X
  17. 2005年12月発行、ISBN 4-592-13447-8

### 小説
- 文月晃（原作） / 馬里邑れい（著） 『藍より青し ノベルズ』 白泉社、2002年9月発行、ISBN 4-592-73199-9

### 関連書籍
- 『藍より青し 純愛心理解析書』2002年4月発行、ISBN 4-87689-426-4
- 『藍より青し 〜花鳥風月〜 TVアニメビジュアルブック』2002年12月発行、ISBN 4-592-73204-9
- 『藍より青し ビジュアルコレクション』2003年12月発行、ISBN 4-05-402287-1
- 『藍より青し ファイナルファンブック』 2005年12月発行、ISBN 4-592-14258-6
- 『藍より青し コンプリートワークス 完全保存版画集』2005年12月発行、ISBN 4-592-73234-0

## テレビアニメ
両シリーズ共に後にCSチャンネルではAT-Xでも放送されている。
藍より青し（第1期）
2002年4月11日から9月26日までフジテレビ系列で放送された。全24話。
基本的に原作に忠実ではあるが、話中の季節を放送された時期に合わせたため、原作では年末年始や秋の学園祭でのエピソードが真夏とされているなどの変更点がある。
オープニング冒頭では葵が全裸で登場しているが、放送ではそのシーンは画面全てを白にさせている（足元から肩口にかけての部分となる、番組タイトル表示後の数秒間。DVDでは無修正）。
藍より青し〜縁〜（第2期）
2003年10月から12月まで放送された。全12話。
前作から2年後を舞台にしている。花菱・桜庭の問題は前作のアニメでほぼ解決していたため、原作のような急展開にはならず、後半はティナを中心として描いていた。

### スタッフ
括弧内（ ）に説明がないスタッフは第1期・第2期共通。
- 原作 - 文月晃
- 監督 - 下田正美
- シリーズ構成 - あみやまさはる（第1期）→金巻兼一（第2期）
- チーフライター - 金巻兼一（第1期）
- キャラクターデザイン - 岩倉和憲
- 総作画監督 - 中山由美
- デザインワークス - 長谷川眞也（第1期）、楠本祐子
- 美術監督 - 東潤一
- 色彩設定 - 佐藤直子（第2期）、石田美由紀
- 撮影監督 - 大河内喜夫、黒澤豊（第2期）
- 編集 - 西山茂
- 音響監督 - 三間雅文（第1期）、柏倉ツトム（カシワクラツトム）
- 音楽 - 増田俊郎
- プロデューサー - 関戸雄一、中澤章一、松倉友二、春名剛生（第1期）→NOBU YAMAMOTO（第2期）
- 制作 - J.C.STAFF
- 製作 - 藍青計画、フジテレビ（第1期）

### 主題歌
第1期 オープニングテーマ「永遠の花」（1話 - 24話）
作詞 - 相田毅 / 作曲・編曲 - 増田俊郎 / 歌 - 石田燿子
- 24話ではエンディングにもこの曲が使われた。

第1期 エンディングテーマ「名も知れぬ花」（1話 - 14話、16話 - 17話、19話 - 23話）
作詞 - 田岡美樹、市川裕一 / 作曲・編曲 - 市川裕一 / 歌 - the Indigo
「朱い花」（15話）
作詞・作曲・編曲 - 市川裕一 / 歌 - the Indigo
「I'll Be Home」（18話）
作詞 - 相田毅、市川裕一 / 作曲・編曲 - 増田俊郎 / 歌 - ティナ＝フォスター（雪乃五月）
第2期 オープニングテーマ「たからもの」（1話 - 12話）
作詞・歌 - 石田燿子 / 作曲・編曲 - 増田俊郎
第2期 エンディングテーマ「I Do!」（1話 - 8話、10話 - 12話）
作詞 - 田岡美樹 / 作曲・編曲 - 市川裕一 / 歌 - the Indigo
「Presence」（9話）
作詞 - 田岡美樹 / 作曲・編曲 - 市川裕一 / 歌 - the Indigo
第2期 挿入歌「永遠の花」（12話）
作詞 - 相田毅 / 作曲・編曲 - 増田俊郎 / 歌 - 石田燿子

### 各話リスト
話数とサブタイトルは縦書きで書かれた。第1期は楷書体を、第2期は行書体を使用した。
| 話数             | サブタイトル        | 脚本                   | 絵コンテ     | 演出              | 作画監督                     | 放送日          |
| 藍より青し       | 藍より青し          | 藍より青し             | 藍より青し   | 藍より青し        | 藍より青し                   | 藍より青し      |
| ---------------- | ------------------- | ---------------------- | ------------ | ----------------- | ---------------------------- | --------------- |
| 第一話           | 縁 -えにし-         | あみやまさはる         | 下田正美     | 高島大輔          | 千葉道徳                     | 2002年 4月11日  |
| 第二話           | 夕餉 -ゆうげ-       | 久保田雅史             | 島津奔       | 戸張節五郎        | 片岡英之 丸山博一 アベミエコ | 4月18日         |
| 第三話           | 別離 -わかれ-       | 玉井☆豪                | 小滝礼       | 熨斗谷充孝        | 鈴木伸一                     | 4月25日         |
| 第四話           | 同棲 -どうせい-     | 山田靖智               | 山本秀世     | 雄谷将仁          | 杉本功                       | 5月2日          |
| 第五話           | 朋友 -ほうゆう-     | 金巻兼一               | 静野孔文     | 熨斗谷充孝        | 田中正弥                     | 5月9日          |
| 第六話           | 家道 -かどう-       | 金巻兼一               | 渡邊哲哉     | 土屋日            | 鈴木伸一                     | 5月23日         |
| 第七話           | 幻妖 -げんよう-     | 久保田雅史             | 島津奔       | 桜美かつし        | 名和宗則                     | 5月30日         |
| 第八話           | 愛玩 -あいがん-     | 山田靖智               | 佐山聖子     | 井硲清高          | 中矢雅樹                     | 6月6日          |
| 第九話           | 一夜 -ひとよ-       | 金巻兼一               | 高橋滋春     | 高橋滋春          | 小林ゆかり                   | 6月13日         |
| 第十話           | 学舎 -まなびや-     | あみやまさはる         | 山本秀世     | 高島大輔          | 千葉道徳                     | 6月20日         |
| 第十一話         | 子女 -しじょ-       | 金巻兼一               | 小滝礼       | 雄谷将仁          | 杉本功                       | 6月27日         |
| 第十二話         | 接吻 -せっぷん-     | 金巻兼一               | 土屋日       | 土屋日            | 鈴木伸一                     | 7月4日          |
| 第十三話         | 星祭 -ほしまつり-   | あみやまさはる 玉井☆豪 | 福田道生     | 岡嶋国敏          | 田中誠輝                     | 7月11日         |
| 第十四話         | 賄 -まかない-       | 山田靖智               | 島津奔       | 橋本昌和          | 片岡英之 アベエミコ          | 8月1日          |
| 第十五話         | 胸懐 -きょうかい-   | 久保田雅史             | 高橋滋春     | 高橋滋春          | 鈴木伸一                     | 8月8日          |
| 第十六話         | 渚 -なぎさ-         | 山田靖智               | 桜美かつし   | 桜美かつし        | 丸山隆                       | 8月15日         |
| 第十七話         | 漣 -さざなみ-       | 金巻兼一               | 小滝礼       | 岡本英樹          | 中矢雅樹                     | 8月22日         |
| 第十八話         | 同衾 -どうきん-     | 金巻兼一               | 土屋日       | 土屋日            |                              | 8月22日         |
| 第十九話         | 膝枕 -ひざまくら-   | 久保田雅史             | 島津奔       | 高島大輔          | 千葉道徳                     | 9月5日          |
| 第二十話         | 癒 -いやし-         | 久保田雅史             | 福田道生     | 雄谷将仁          |                              | 9月5日          |
| 第二十一話       | 風気 -ふうき-       | 山田靖智               | 桜美かつし   | 湖山禎崇          | 川嶋恵子                     | 9月19日         |
| 第二十二話       | 帰省 -きせい-       | 久保田雅史             | 島津奔       | 岡本英樹          |                              | 9月19日         |
| 第二十三話       | 決意 -けつい-       | 金巻兼一               | 桜美かつし   | 中山勝一          | 丸山隆                       | 9月26日         |
| 第二十四話       | 葵 -あおい-         | 金巻兼一               | 下田正美     | 高島大輔 下田正美 |                              | 9月26日         |
| 藍より青し〜縁〜 |                     |                        |              |                   |                              |                 |
| 第壱話           | 桜春 〜おうしゅん   | 金巻兼一               | 下田正美     | 高島大輔          | 杉本功                       | 2003年 10月12日 |
| 第弐話           | 友垣 〜ともがき     | 金巻兼一               | しまづ聡行   | 雄谷将仁          | 丸山隆                       | 10月19日        |
| 第参話           | 庭球 〜ていきゅう   | 高山カツヒコ           | 小滝礼       | 太田知章          | 野口このみ                   | 10月26日        |
| 第四話           | 怪 〜もののけ       | 久保田雅史             | しまづ聡行   | 土屋日            | 南伸一郎                     | 11月2日         |
| 第五話           | 洋琴 〜ようきん     | 金巻兼一               | 山本秀世     | 山本秀世          | 杉本功                       | 11月9日         |
| 第六話           | 道程 〜どうてい     | 久保田雅史             | しまづ聡行   | 湖山禎崇          | 片岡英之 アベエミコ          | 11月16日        |
| 第七話           | 避暑 〜ひしょ       | 金巻兼一               | まなかゆきお | 秦義人            | 谷口淳一郎                   | 11月23日        |
| 第八話           | 水魚 〜すいぎょ     | 久保田雅史             | しまづ聡行   | 太田知章          | 野口このみ                   | 11月30日        |
| 第九話           | 白妙 〜しろたえ     | 金巻兼一               | しまづ聡行   | 雄谷将仁          | 丸山隆                       | 12月7日         |
| 第拾話           | 湯帷子 〜ゆかたびら | 久保田雅史             | 小滝礼       | 高島大輔          | 片岡英之                     | 12月14日        |
| 第拾壱話         | 月光 〜げっこう     | 久保田雅史             | しまづ聡行   | 山本秀世          | 杉本功                       | 12月21日        |
| 第拾弐話         | 絆 〜きずな         | 金巻兼一               | しまづ聡行   | 中山勝一          | 中山由美                     | 12月28日        |

### 放送局
第1期
フジテレビでは木曜日未明（水曜日深夜）に放送されたが、終盤の数週間（8月22日・9月5日・9月19日）は1度に2話を放送した（他局では週遅れで通常通り1話ずつ放送）。
第2期
前作と同じくフジテレビ系列を基本としながらも、関東地区だけ独立UHF放送局での放送だった。また、関西テレビ・東海テレビ・テレビ西日本・北海道文化放送初のUHFアニメとなった。
2004年7月から、テレ玉、tvk、チバテレビ、サンテレビで再放送された。
| 放送地域         | 放送局             | 放送期間                                               | 放送日時                                                  | 放送系列       | 備考             |
| 藍より青し       | 藍より青し         | 藍より青し                                             | 藍より青し                                                | 藍より青し     | 藍より青し       |
| ---------------- | ------------------ | ------------------------------------------------------ | --------------------------------------------------------- | -------------- | ---------------- |
| 関東広域圏       | フジテレビ         | 2002年4月11日 - 9月26日                                | 木曜 2:28 - 2:58（水曜深夜）                              | フジテレビ系列 |                  |
| 中京広域圏       | 東海テレビ         | 2002年4月20日 - 11月9日                                | 土曜 1:50 - 2:20（金曜深夜）                              | フジテレビ系列 |                  |
| 近畿広域圏       | 関西テレビ         | 2002年4月28日 - 10月13日                               | 日曜 3:25 - 3:55（土曜深夜）                              | フジテレビ系列 |                  |
| 日本全域         | フジテレビ721      | 2003年8月5日 - 8月8日                                  | 火曜 - 金曜 2:00 - 4:30（月曜 - 木曜深夜）                | CS放送         |                  |
| 藍より青し〜縁〜 |                    |                                                        |                                                           |                |                  |
| 埼玉県           | テレ玉             | 2003年10月12日 - 12月28日                              | 日曜 1:20 - 1:50（土曜深夜）                              | 独立UHF局      |                  |
| 神奈川県         | tvk                | 2003年10月13日 - 12月29日                              | 月曜 1:00 - 1:30（日曜深夜）                              | 独立UHF局      |                  |
| 千葉県           | チバテレビ         | 2003年10月14日 - 12月30日                              | 火曜 1:25 - 1:55（月曜深夜）                              | 独立UHF局      |                  |
| 近畿広域圏       | 関西テレビ         | 2003年10月19日 - 2004年1月25日                         | 日曜 3:30 - 4:00（土曜深夜）                              | フジテレビ系列 |                  |
| 中京広域圏       | 東海テレビ         | 2003年10月25日 - 2004年1月31日                         | 土曜 1:50 - 2:20（金曜深夜）                              | フジテレビ系列 |                  |
| 福岡県           | テレビ西日本       | 2003年11月4日 - 2004年2月10日                          | 火曜 2:30 - 3:00（月曜深夜）                              | フジテレビ系列 |                  |
| 北海道           | 北海道文化放送     | 2003年11月8日 - 11月28日 2003年12月5日 - 2004年2月14日 | 土曜 2:30 - 3:00（金曜深夜） 土曜 2:20 - 2:50（金曜深夜） | フジテレビ系列 |                  |
| 日本全域         | キッズステーション | 2003年12月4日 - 2004年2月26日                          | 木曜 0:30 - 1:00（水曜深夜）                              | CS放送         | リピート放送あり |

| フジテレビ 木曜 2:25 - 2:55（水曜深夜）枠 | フジテレビ 木曜 2:25 - 2:55（水曜深夜）枠 | フジテレビ 木曜 2:25 - 2:55（水曜深夜）枠 |
| 前番組                                    | 番組名                                    | 次番組                                    |
| ----------------------------------------- | ----------------------------------------- | ----------------------------------------- |
| Kanon（アニメ第1作）                      | 藍より青し                                | 灰羽連盟 ※2:28 - 2:58                     |

## 関連商品

### DVD
- 藍より青し ―藍青特報版―
- 藍より青し 全8巻（各三話収録）
- 藍より青し〜縁〜 最愛
- 藍より青し〜縁〜 全6巻（各二話収録）

### CD
- 藍より青し 音絵巻/電脳絵巻
- 藍より青し 歌絵巻
- 藍より青し 葵唄 -あおいうた-
- 藍より青し 藍青放送局
- 藍より青し 音盤一 "桜"
- 藍より青し 音盤二 "寒椿"
- 藍より青し 劇版一 "向日葵"
- 藍より青し 劇盤二 "秋桜"
- 藍より青し〜縁〜音盤 "松"
- 藍より青し〜縁〜劇盤一 "竹"
- 藍より青し〜縁〜劇盤二 "梅"
- HCD「藍より青しの夏休み」
- HCD「藍より青し〜旅情編〜」
- コミック11巻付録ドラマCD「吉報」

### ゲーム
- 藍より青し（2003年3月20日発売、PlayStation 2、KID）
- SuperLite 2000シリーズ 藍より青し（2005年6月23日発売、PlayStation 2、サクセス）
- 藍より青し 〜春夏〜 Windows XP,2000,Me,98用
- 藍より青し 〜秋冬〜 Windows XP,2000,Me,98用